# Missouri-Kansas-Texas Railroad

Logo der Katy

Karte des MKT-Netzes (1918)

Die Missouri-Kansas-Texas Railroad (MKT), auch Katy Railroad genannt, ist eine ehemalige Class-I-Bahngesellschaft in den Vereinigten Staaten, zuletzt mit Sitz in Dallas. Sie wurde 1865 unter dem Namen Union Pacific Railway, Southern Branch gegründet und betrieb ein umfangreiches Eisenbahnnetz in Texas, Oklahoma, Kansas und Missouri. Die wichtigste Hauptstrecke verlief von St. Louis und Omaha über Dallas nach San Antonio und Galveston. Zweigstrecken banden außerdem Salina, Oklahoma City und Tulsa an. 1988 fusionierte die Katy mit der Missouri Pacific Railroad und ist jetzt Teil der Union Pacific Railroad.

## Geschichte

### Aufbau des Streckennetzes

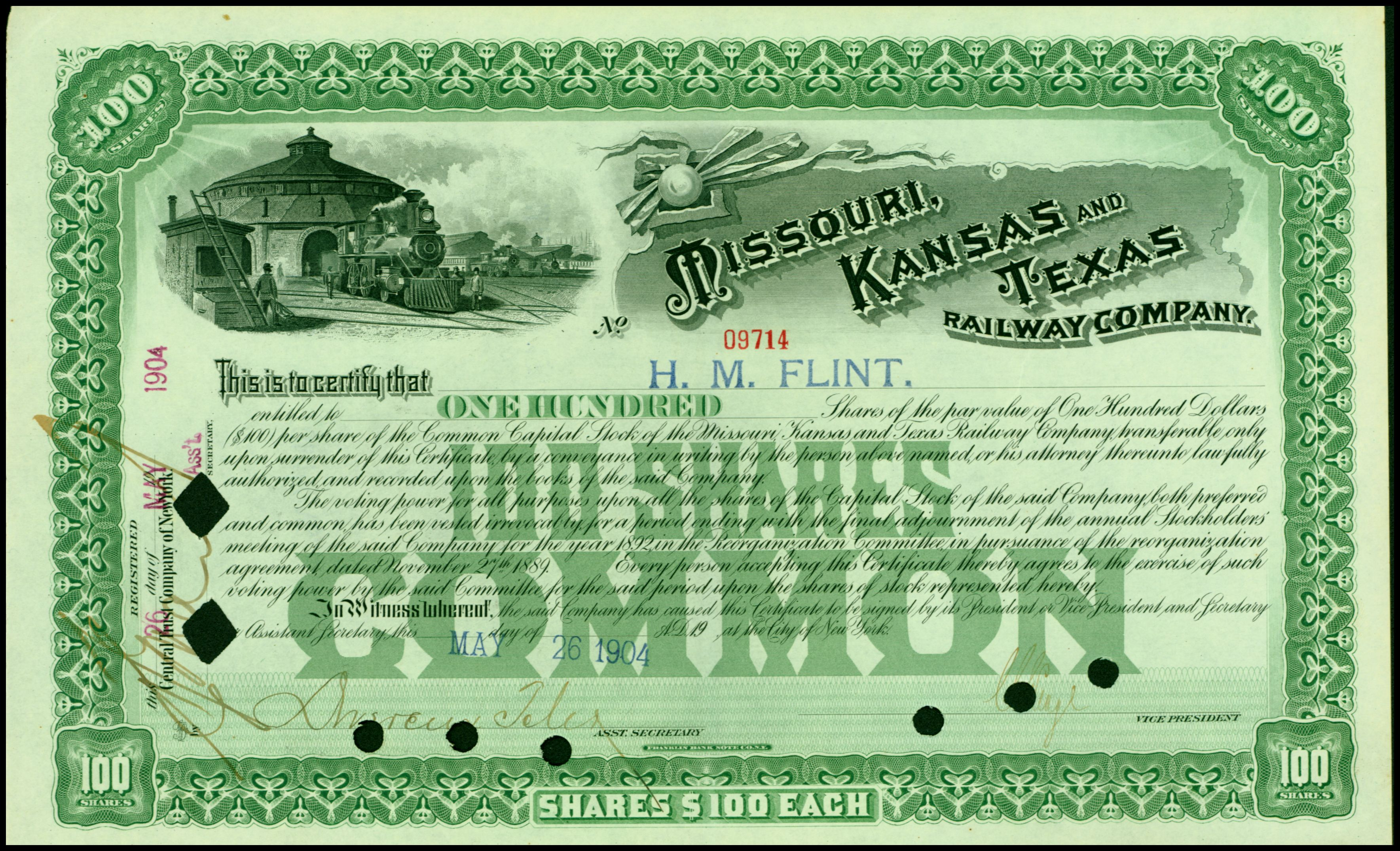
Aktie der Missouri, Kansas and Texas Railway Company von 1904

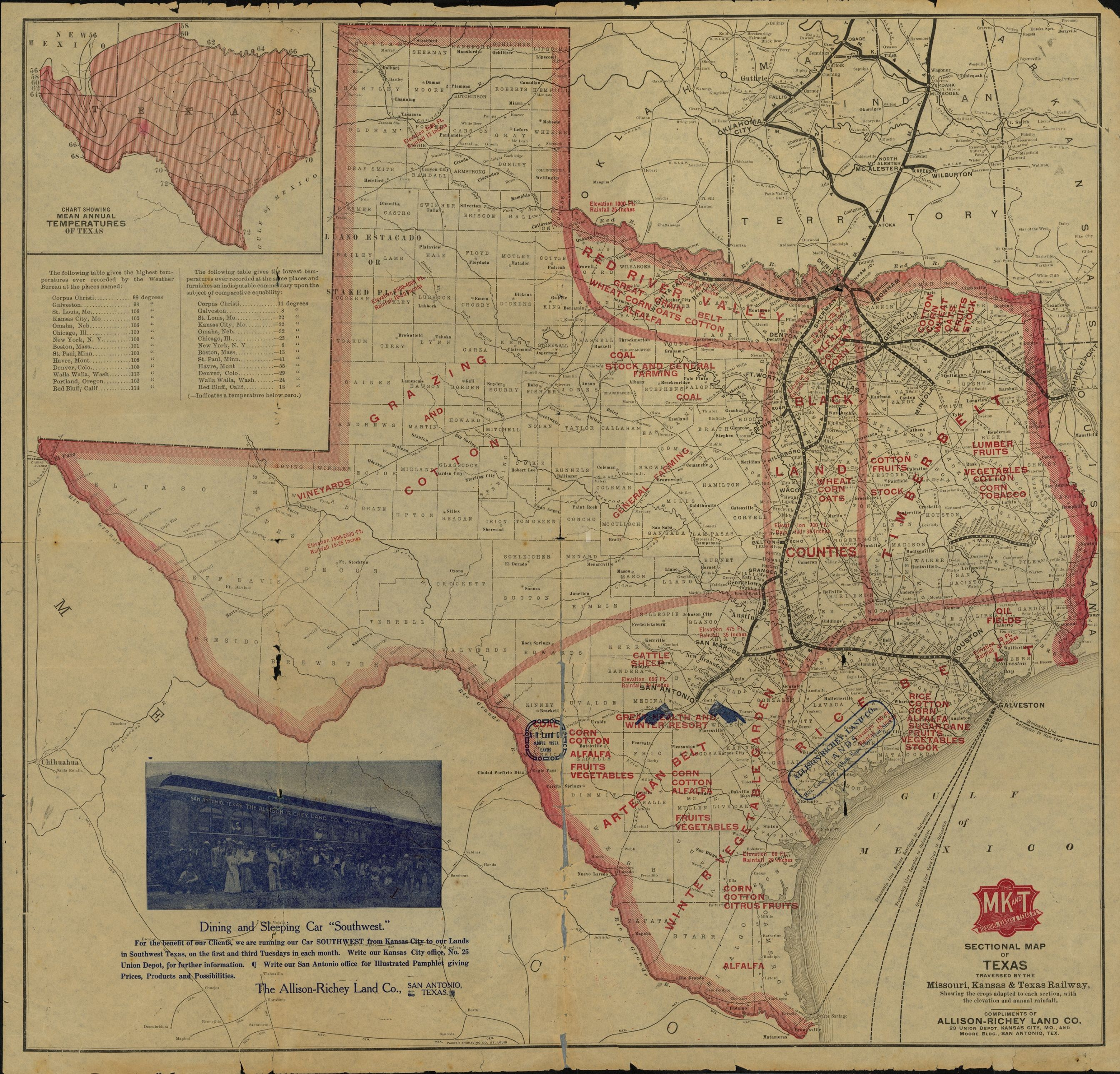
Sectional Map of Texas Traversed by the Missouri, Kansas & Texas Railway, 1904

Am 25. September 1865 wurde die Union Pacific Railway, Southern Branch gegründet. Die Bahngesellschaft hatte nichts mit der bekannten Union Pacific Railroad zu tun, die die MKT schließlich übernehmen sollte. Sie wollte eine normalspurige Bahnstrecke von Junction City (Kansas) nach New Orleans bauen. 1869 begannen die Bauarbeiten und am 1. Oktober 1869 fuhren die ersten Züge von Junction City nach Emporia. Die Gesellschaft erwarb am 15. Mai 1870 die Tebo and Neosho Railroad, die eine Strecke von Parsons (Kansas) an der MK&T-Strecke nach Sedalia (Missouri) baute. Acht Tage darauf wurde die Bahngesellschaft in Missouri, Kansas and Texas Railway (MK&T) umbenannt. Aus den letzten beiden Buchstaben der Abkürzung (KT) entwickelte sich sehr bald der Spitzname "Katy", der später auch auf dem Logo der Gesellschaft verwendet wurde.
Die Regierung hatte für die Bahngesellschaft, die als erstes die Südgrenze von Kansas erreicht, eine Konzession zum Weiterbau durch das damals noch nicht zur Union gehörende Indianerterritorium (der spätere Bundesstaat Oklahoma) ausgelobt. Die Katy setzte sich gegen zwei Konkurrenten durch und erreichte 1870 die Grenze bei Chetopa (Kansas). Der Weiterbau ging zügig vonstatten und 1872 war das ganze Territorium durchquert und Denison (Texas) erreicht, wo der Weiterbau zunächst aus finanziellen Gründen stoppte. Bereits im August 1870 hatte die Gesellschaft vom Staat Texas die Konzession zum Weiterbau über Austin zum Rio Grande und über Dallas nach Galveston erhalten. 1873 verlängerte die MK&T jedoch noch ihre Missouri-Zweigstrecke über Sedalia hinaus bis nach Hannibal, wo sie auf die Chicago, Burlington and Quincy Railroad traf. Zu dieser Zeit erwarb Jay Gould die Bahngesellschaft, dem auch die Missouri Pacific gehörte.
Erst Ende der 1870er Jahre wurde nach Süden weitergebaut. 1881 ging die Strecke bis Dallas in Betrieb. Ebenfalls 1881 erwarb die MK&T die International and Great Northern Railroad, deren Hauptstrecke von Houston ausging und nach Norden führte. Im darauffolgenden Jahr konnten die beiden Strecken verbunden werden. 1883 kaufte die Gesellschaft auch die Galveston, Houston and Henderson Railroad, die an die International&Great Northern verpachtet wurde, und erreichte so erstmals die Golfküste.
1886 wurde eine neue Zweigstrecke in Kansas eröffnet, die ebenfalls in Parsons von der Hauptstrecke abzweigte und nordwärts bis Paola führte. Mit der Kansas City, Fort Scott and Gulf Railroad wurde ein Mitbenutzungsrecht von dort bis Kansas City vereinbart. Schon bald wurde diese Zweigstrecke wichtiger als die ursprüngliche Strecke nach Junction City.
Jay Gould musste 1888 die Katy Railroad verkaufen. Er behielt jedoch die beiden in den 1880er Jahren erworbenen Bahngesellschaften in Texas, die daher an die Missouri Pacific übergingen. Das MKT-Netz endete im Süden nun zunächst in Taylor. Durch die weggefallene Verbindung zur Golfküste geriet die MK&T in finanzielle Probleme, konnte sich jedoch erholen. Schon bald begannen nun die Bauarbeiten für eine eigene Strecke nach Houston, die 1893 eröffnet wurde. Daraufhin kaufte die MKT die Hälfte der Galveston, Houston&Henderson von der Missouri Pacific zurück und hatte auf diese Weise wieder eine Strecke zur Golfküste. Inzwischen musste der in Texas liegende Abschnitt der Strecke als Missouri, Kansas and Texas Railway of Texas ausgegliedert werden, da ein neues Gesetz in Texas erforderte, dass alle Bahngesellschaften, die Strecken in dem Bundesstaat betrieben, ihren Hauptsitz in Texas haben. Am 28. Oktober 1891 wurde der formelle Besitzerwechsel vollzogen.
Am 12. November 1891 übernahm die MK&T die Dallas and Waco Railway mit ihrer zwischen 1887 und 1891 errichteten, 108 km (67 Meilen) langen Strecke von Dallas nach Hillsboro. Die gesamte Dallas and Waco Railway wurde am 19. Januar 1892 ebenfalls auf die Missouri, Kansas and Texas Railway of Texas überschrieben.
Auch an anderen Stellen des Netzes wurde gebaut. 1896 erreichte die Katy St. Louis, 1900 Shreveport (Louisiana), 1903 Tulsa und 1904 Oklahoma City. In den folgenden Jahren erwarb die MK&T mehrere Bahngesellschaften und dehnte ihr Netz weiter aus. Am 8. Juni 1910 ging die Texas Central Railroad in den Besitz der MK&T über. Ihre Strecke zweigte in Waco von der Katy-Hauptstrecke ab und führte nordwestwärts bis Rotan. 1911 kaufte die Katy auch die Wichita Falls and Northwestern Railroad, die an eine MK&T-Zweigstrecke nach Wichita Falls (Texas) anschloss und bis in den Nordwesten Oklahomas nach Elk City führte. Später wurde diese Strecke bis Forgan verlängert.
1915 hatte das MK&T-Netz seine größte Ausdehnung mit 3865 Meilen (6220 Kilometer). 1923 wurde die Bahngesellschaft als Missouri-Kansas-Texas Railroad (MKT) neu aufgestellt. Gleichzeitig verpachtete man die Bahnstrecke von Moberly nach Hannibal in Missouri an die Wabash Railroad. Die Strecke nach Shreveport wurde an die Louisiana Railway and Navigation verkauft und die Zweigstrecke von Atoka nach Oklahoma City als Oklahoma City-Ada-Atoka Railway ausgegliedert. 1931 erwarb die Katy noch die Beaver, Meade and Englewood Railroad, deren Hauptstrecke von Forgan nach Keyes führte.

### Weitere Entwicklung

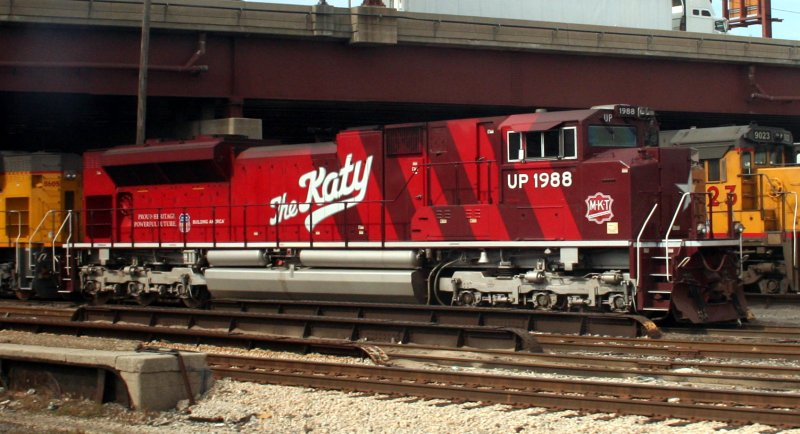
Lok 1988 der Union Pacific zur Erinnerung an die Katy in MKT-Farben lackiert, in Chicago 2007.

Die Bahngesellschaft stellte bis Anfang der 1950er Jahre ihren Lokpark auf Diesellokomotiven um. Aus Geldmangel konnten jedoch die Gleisanlagen kaum unterhalten werden und 1957 machte die Katy erstmals Verluste. Der in diesem Jahr eingestellte neue Präsident William N. Deramus III setzte starke Rationalisierungsmaßnahmen durch. Dazu gehörte neben Entlassungen auch die Stilllegung der Strecke nach Junction City, Teil der ursprünglichen MKT-Hauptstrecke. Am 30. Juni 1965 endete der Personenverkehr der MKT. 1968 erwarb Wallace Carroll die Aktienmehrheit an der Bahngesellschaft und unterstellte sie der eigens dafür gegründeten Holdinggesellschaft Katy Industries.
1971 schrieb die Katy erstmals wieder schwarze Zahlen. Nach Auflösung der Chicago, Rock Island and Pacific Railway 1980 konnte die MKT deren Strecke von Salina über Wichita nach Dallas erwerben.
Als Ende 1982 die Union Pacific Railroad, die Missouri Pacific Railroad und die Western Pacific Railroad fusionierten, protestierte die MKT und erhielt infolgedessen ein Mitbenutzungsrecht für Union-Pacific-Gleise nach Omaha, Council Bluffs, Lincoln und Topeka und erreichte so erstmals Nebraska und Iowa.
Am 16. Mai 1988 erteilte die Interstate Commerce Commission die Erlaubnis zur Fusion mit der Missouri Pacific Railroad, die am 12. August vollzogen wurde. Um weiterhin eine Konkurrenzsituation auf der wichtigen Verbindung zwischen Kansas City und Omaha zu haben, erhielt durch die Fusion die Kansas City Southern Railway ein Mitbenutzungsrecht für diese Strecke.

## Besondere Ereignisse
Am 15. September 1896 wurden in der Nähe von Hillsboro (Texas) zwei 2'B-Lokomotiven der Katy bei einem absichtlichen Frontalzusammenstoß vor 40000 Zuschauern zerstört. Durch die Explosion der beiden Kessel wurden drei Zuschauer getötet und zahlreiche verletzt.

## Kulturelle Rezeption
Überregional und international bekannt wurde der umgangssprachliche Name „Katy“ für diese Bahnverbindungen in den US-Südstaaten auch durch den Blues-Standard She caught the Katy (and left me a Mule to Ride) (deutsch: „Sie nahm den Katy und überließ mir ein Maultier zum Reiten“). Interpretationen des Musikstücks gibt es unter anderem von den Blues-Musikern Albert King und Taj Mahal. Eine populäre Version des Liedes stammt aus dem Soundtrack des US-amerikanischen Spielfilms Blues Brothers aus dem Jahr 1980.

## Anhang